# Кумминг, Евгений Львович
Евгений Львович Кумминг (18 октября 1899, Москва — 27 мая 1980, Мюнхен) — русский поэт, русский и немецкий журналист, один из организаторов поэтического сообщества «Зелёная мастерская» под руководством Андрея Белого.
В 1921 году эмигрировал в Германию, сотрудничал в берлинской газете «Руль», активно участвовал в литературной жизни эмигрантского Берлина (1923—1930), в 1933-1934 гг. редактор пронацистской газеты «Новое слово», с 1940 как гражданский специалист зачислен в вермахт с присвоением звания «зондерфюрер». В 1945 стал одним из организаторов антифашистского восстания в Мюнхене, после подавления которого сумел скрыться.
Сразу после войны работал в немецкой журналистике, в 1950-е годы вернулся к русской. В 1953—1954 гг. работал на Радио «Освобождение», в 1955—1956 гг. сотрудничал с мюнхенскими журналами «Свобода» и «Der Antikommunist».

## Сочинения
- Кумминг Е.Л. Петрушка-пилигрим : [Забавный миракль] ; Смерть Варлена : [Фрагмент] ; Театр мировых панорам : [Представление] : Драм. опыты / Евгений Кумминг. - Пб., 1920. - 31 с. ; 25 см.
- Russische Wehrsprache: Handbuch für Dolmetscher und Übersetzer (1943)
- Kumming E. Die russische Militärsprache: Aufbau und Bewaffnung der roten Armee, sowie Gesetze und Verordnungen, in russischer Sprache mit deutschen Erläuterungen. Berlin. 1946